# 中華民國海軍陸戰隊學校
中華民國海軍陸戰隊專長訓練中心，簡稱陸戰隊學校或陸戰學校，是中華民國海軍陸戰隊的教育訓練機構，位於海軍左營基地內，專責海軍陸戰隊軍官、士官之基礎教育、進修教育、專業專長教育、職前講習、體能戰技師資培訓（莒拳隊）及新兵第二階段專長訓練，此外並辦理政治作戰學校、海軍軍官學校及其它友軍單位之暑訓班或兩棲作戰相關之班次，無學位或文憑頒授。

## 簡介
海軍陸戰隊學校是中華民國國軍兩棲作戰戰術最主要之研究與發展單位，兼顧陸上作戰、海上作戰與兩棲作戰教育訓練之使命，在國軍教育訓練體系中具有獨特之性質。故在教育與訓練工作之執行上，首重戰鬥技術、作戰指揮參謀能力、戰鬥毅志力與團隊精神之培養。 
海軍陸戰隊學校軍官、士官教育，依「訓用合一」、「即訓即用」、「分段施教」之教育政策，區分為「基礎」、「進修」及「職能」三個階段。各階段教育密切銜接、配合，形成完整之教育體系，以培育海軍陸戰隊基層軍官、士官，提昇軍官、士官素質，滿足部隊需求。

## 沿革
- 1952年8月1日，海軍陸戰隊「幹部訓練班」（幹訓班）與海軍軍官學校「兩棲軍官班」合併成立「海軍陸戰隊學校」，隸屬海軍總司令部，幹訓班主任吳文義上校擔任教育長兼代理校長。12月，王洽南少將調任海軍陸戰隊學校首任校長。
- 1953年10月16日，海軍陸戰隊學校由桃子園移入海軍左營基地。12月16日，海軍陸戰隊學校改隸海軍陸戰隊司令部。
- 1957年3月1日，海軍陸戰隊於半屏山勝利營區成立「海軍陸戰隊士官學校籌備處」，隸屬海軍陸戰隊司令部，海軍陸戰隊陸戰第1師副師長張振遠上校兼任籌備處主任。4月1日，海軍總司令部作戰助理副參謀長吳文義上校兼任海軍陸戰隊士官學校校長。4月15日，海軍陸戰隊士官學校開學，性質為任務編組。
- 1959年4月1日，國防部核定海軍陸戰隊士官學校為正式編制單位，校長石迴川上校。
- 1986年1月1日，海軍陸戰隊士官學校併入海軍陸戰隊學校，改編為海軍陸戰隊學校「班隊總隊部」。
- 1996年9月1日，海軍陸戰隊學校班隊總隊部除莒拳隊外，移入海軍左營基地。
- 1998年8月1日，配合精實案，海軍陸戰隊學校改隸海軍教育訓練暨準則發展司令部。
- 2003年10月20日，海軍陸戰隊學校莒拳道館落成，莒拳隊由南勝利營區移入海軍左營基地。
- 2007年11月1日，海軍陸戰隊指揮部副指揮官兼任海軍陸戰隊學校校長。
- 2012年1月1日，配合精粹案，海軍教育訓練暨準則發展指揮部副指揮官兼任海軍陸戰隊學校校長。
- 2025年2月21日，為配合即將成立的「海軍濱海作戰指揮部」的組織調整而將海軍陸戰隊學校降編為「海軍陸戰隊專長訓練中心」，主官降編為上校軍階[1]。

## 歷任主官
| 任次 | 校長        | 任職時間                    | 備註                                              |
| ---- | ----------- | --------------------------- | ------------------------------------------------- |
| 代理 | 吳文義 上校 | 1952年8月1日－1952年9月16日 | 海軍總司令部幹訓班主任，擔任教育長兼代理校長。    |
| 1    | 王洽南 少將 | 1952年9月16日－1953年8月1日 |                                                   |
| 2    | 吳文義 上校 | 1953年8月1日－1954年7月1日  | 王洽南赴美受訓，由教育長吳文義上校升任第2任校長。 |
| 3    | 王洽南 少將 |                             | 吳文義調任兩棲部隊司令部副參謀長，回任第3任校長。 |
| 4    | 何恩延      |                             |                                                   |
| 5    | 石迴川      |                             |                                                   |
| 6    | 馬紀友      |                             |                                                   |
| 7    | 沈伯賢      |                             |                                                   |
| 8    | 賈尚誼      |                             |                                                   |
| 9    | 楊作連      |                             |                                                   |
| 10   | 屠由信      |                             |                                                   |
| 11   | 周漢傑      |                             |                                                   |
| 12   | 邊金章      |                             |                                                   |
| 13   | 黃端先      |                             |                                                   |
| 14   | 周萁        |                             |                                                   |
| 15   | 米允有      |                             |                                                   |
| 16   | 張亭舉      |                             |                                                   |
| 17   | 袁德華      |                             |                                                   |
| 18   | 宋立        |                             |                                                   |
| 19   | 李慶祥      |                             |                                                   |
| 20   | 鐘家聲      |                             |                                                   |
| 21   | 洪中旭      |                             |                                                   |
| 22   | 周石珊      |                             |                                                   |
| 23   | 曾長海      |                             |                                                   |
| 24   | 魏為平      |                             |                                                   |
| 25   | 蔡添福      |                             |                                                   |
| 26   | 王大庸      |                             |                                                   |
| 27   | 蔡添福      |                             |                                                   |

## 校徽介紹
- 紅黃兩色為海軍陸戰隊特有之顏色，代表熱血、犧牲、奉獻，永遠效忠國家。
- 國徽、國土、地球、錨所組成之海軍陸戰隊隊徽，象徵海軍陸戰隊屬國際兵種，能遂行海上作戰、陸上作戰，以及捍衛中華民國之決心。
- 「永遠忠誠」是海軍陸戰隊之隊訓，也是每一位海軍陸戰隊隊員終身奉行之信念。

## 資料來源
- 中華民國海軍>>海軍新血輪>>海軍陸戰隊學校
- 國防部人才招募中心 軍事院校簡介：海軍陸戰隊學校（页面存档备份，存于）
- 國防部史政編譯室《中華民國海軍陸戰隊發展史》